# Pokrajinska povest
Pokrajinska ali regionalna povest je žanrski tip slovenske kmečke povesti z začetkom takoj po koncu prve svetovne vojne in vrhom v dvajsetih in tridesetih letih 20. stoletja. Pokrajinska povest izpostavlja značilnosti pokrajine, v kateri se dogaja.

## Slovenska pokrajinska povest
Glavni namen pokrajinske povesti je bil popularizirati manj znane slovenske pokrajine in njihove ljudi. Na nastanek slovenske pokrajinske povesti je vplivala upravna združitev slovenskih pokrajin leta 1918, ki ni vključevala Primorske in Koroške. Program zedinjene Slovenije v 19. stoletju poudarjanju perifernih pokrajin še ni bil naklonjen.
Funkcija pokrajinske povesti dvajsetih let je bila nacionalno mobilizacijska. V ospredje je postavljala zapostavljene (obrobne) pokrajine  Slovenije, ki so si prizadevale ohraniti stik s centrom. Najbolj izrazita pokrajinska povest se je porajala na Primorskem, ki je v celoti pripadala Italiji, Koroškem, Štajerskem ter v Beli in Suhi krajini. Če so pri pokrajinski povesti prevladovali avtorji obrobnih pokrajin, so bili med vodilnimi pisci kmečke povesti Gorenjci, pri zgodovinskem romanu pa so prednjačili Štajerci. V tridesetih letih se pokrajinskim opisom pridruži še poudarjena socialna problematika (Miško Kranjec, Prežihov Voranc ...) ali domačijstvo (Janko Kač, Stanko Kociper). Po drugi svetovni vojni je pokrajinska povest začela hitro izginjati. Na slovenskem literarnem zemljevidu so se po zaslugi mlajših avtorjev pojavili tudi Brkini, Istra in  Prekmurje.
Velikokrat že sam naslov povesti pokaže na kraj dogajanja. Značilni so dvodelni naslovi iz imena osebe in kraja (Aleš iz Razora, Fant s Kresinja, Nevesta s Korinja). Fabula se v pokrajinski povesti umika in na njeno mesto stopijo pokrajinski, folklorni, potopisni ali lirski opisi. Z literarnim upodabljanjem manj znanih in zapostavljenih slovenskih pokrajin so si pokrajinski avtorji prizadevali spodbuditi medsebojno poznavanje med regijami in oblikovati enoten slovenski prostor (ideja zedinjene Slovenije).

## Pokrajinski avtorji
- Tolminsko:
  - Ivan Pregelj (Matkova Tina, Runje)
  - Ciril Kosmač (Iz moje doline, 1958)
- Vipavsko:
  - Narte Velikonja (Besede, 1937)
- Cerkljansko:
  - France Bevk (Ljudje pod Osojnikom, 1934)
- Brkini:
  - Milan Lipovec (Ljudje ob cesti, 1961)
- Istra:
  - Marjan Tomšič (Olive in sol (istrske novele), 1983, Kažuni (istrske novele), 1990, Vruja  (istrske novele), 1994, Glavo gor, uha dol (istrske pravljice), 1993, Začarana hiša (istrske pravljice), 1994, Noč je moja, dan je tvoj (istrske ljud. zgodbe), 1989)
- Gorenjska:
  - Janez Jalen
- Škofjeloško:
  - Ivan Tavčar (Med gorami,¨Slike iz loškega pogorja¨, 1876-1888)
  - Jan Plestenjak (Lovrač, 1936, Bajtarji, 1937, Mlinar Bogataj, 1942, Herodež, 1944)
- Pohorje:
  - Jože Kranjc (Pot ob prepadu, 1932)
- Slovenske gorice:
  - Stanko Kociper (Goričanec, 1942)
  - Anton Ingolič (Žeja, 1946, Soseska, 1939)
  - Ivan Potrč (Sin, 1939)
  - Janez Švajncer (Streli na meji, 1955)
  - Manica Lobnik (Gorniki in čas, 1957)
  - Ignac Koprivec (Hiša pod vrhom, 1957, Pot ne pelje v dolino, 1961)
- Savinjska dolina:
  - Janko Kač (Grunt, 1932, Na novinah, 1942)
- Prekmurje:
  - Miško Kranjec
- Koroška:
  - Prežihov Voranc (Samorastniki, 1940)
- Dolenjska:
  - Jože Dular (Krka umira, 1943)
- Bela krajina:
  - Lojze Zupanc (Stari Hrk, 1934, Tretji rod, 1938, Mlini stoje, 1945)
  - Jože Dular (Zemlja in ljubezen, 1943)
- Suha krajina:
  - Fran Jaklič (Naši vaščanje, 1891)

## Pokrajinska povest v drugih književnostih
V nemški literaturi slovenskemu izrazu pokrajinska povest ustreza izraz regionalni roman oz. Heimatroman (Heimatroman), ki ga Nemci uvrščajo med trivialno literaturo. Kot nadrejeni pojem zajema žanre: vaška zgodba (Dorfgeschichte), kmečki roman (Buernroman) in planinski roman (Bergroman).
Francoska literatura razume pod izrazom pokrajinska povest »roman tal« ali »lokalni roman« (Roman du terroir). Ta tip romana naj bi spodbujal kmetijstvo in podeželjski način življenja na začetku industrijske revolucije v Kanadi (Quebec).
Izraz lokalni kolorit (angl. local color) je povezan z izrazom regionalizem , ki se osredotoča na posebnosti določene regije, kot so običaji, narečja, zgodovinsko ozadje in topografija neke pokrajine oz. regije. Umestitev dogajanja v konkretno poimenovane in realno obstoječe kraje ali pokrajine je v žanru zgodovinskega romana celo pogostejša kot v kmečki povesti. Pri zgodovinskem romanu je bilo dogajanje največkrat postavljeno v Ljubljano. Pregljevo poimenovanje "geografična povest" (Iz poetike, Mentor 1916/17) se ni uveljavilo.